# Cratere Caxias
Caxias  è un cratere sulla superficie di Marte.